# Delongana gigantia
Delongana gigantia är en insektsart som beskrevs av Caldwell 1945. Delongana gigantia ingår i släktet Delongana och familjen sköldstritar. Inga underarter finns listade i Catalogue of Life.